# 파둘리스꽃박쥐
파둘리스꽃박쥐(Melonycteris fardoulisi)는 검은배과일박쥐속에 속하는 큰박쥐류 박쥐의 일종이다. 솔로몬 제도의 토착종이다. 자연 서식지는 아열대 또는 열대 기후 지역의 습윤 저지대 숲이다. 서식지 감소로 멸종 위협을 받고 있다.